# Стайки (Спас-Деменський район)
Стайки (рос. Стайки) — присілок в Спас-Деменському районі Калузької області Російської Федерації.
Населення становить 171 особу. Входить до складу муніципального утворення Присілок Стайки.

## Історія
Від 2004 року входить до складу муніципального утворення Присілок Стайки

## Населення
| 2002 | 2007 | 2010 |
| ---- | ---- | ---- |
| 234  | ↘194 | ↘171 |